# 1077

## Události
- leden: Jindřich IV. se pokořil v Canosse a papež Řehoř VII. z něj sňal exkomunikaci
- Turci poprvé dobyli Jeruzalém.
- Almorávidé dobyli Ghanskou říši.
- Salcburský arcibiskup Gebhard nechává vybudovat pevnost Hohensalzburg.
- Robert II. Normandský vyvolal první ozbrojené povstání proti svému otci Vilému I. Dobyvateli.

## Úmrtí
- 25. dubna – Gejza I. Uherský, uherský král (* 1045)
- 14. prosince – Anežka z Poitou, římská královna a císařovna jako manželka Jindřicha III. (* 1025)

## Hlavy států
- České knížectví – Vratislav II.
- Svatá říše římská – Jindřich IV. – Rudolf Švábský vzdorokrál
- Papež – Řehoř VII.
- Anglické království – Vilém I. Dobyvatel
- Francouzské království – Filip I.
- Polské království – Boleslav II. Smělý
- Uherské království – Gejza I. – Ladislav I. – Šalamoun protikrál
- Byzantská říše – Michael VII. Dukas